# Agia Varvara (Gortyna)
Agia Varvara (griechisch Αγία Βαρβάρα (f. sg.) ‚Heilige Barbara‘, benannt nach der Hauptkirche des Ortes) ist eine Kleinstadt mit dem Status eines Stadtbezirks im gleichnamigen Gemeindebezirk der Gemeinde Gortyna nahe der Inselhauptstadt Iraklio auf der Insel Kreta. 
Durch Agia Varvara verläuft die vielbefahrene Nord-Süd-Verbindung von Iraklio in die Messara-Ebene und zur Südküste der Insel.